# Bezirk Kirchdorf
Der Bezirk Kirchdorf ist ein politischer Bezirk des Landes Oberösterreich.
Er liegt südlich von Wels und grenzt im Uhrzeigersinn von Norden aus an die oberösterreichischen Bezirke Wels-Land, Linz-Land und Steyr-Land, an den steirischen Bezirk Liezen sowie an den oberösterreichischen Bezirk Gmunden.

## Geographie
Vor allem im südlichen Teil ist der nach dem Bezirk Gmunden flächenmäßig zweitgrößte Politische Bezirk Oberösterreichs rural geprägt und vor allem aufgrund der Nördlichen Kalkalpen und des Nationalparks Kalkalpen relativ dünn besiedelt.
Der Bezirk Kirchdorf weist die geringste Bevölkerungsdichte aller oberösterreichischen Politischen Bezirke auf.
Drei charakteristische Landschaftsformen prägen den Bezirk Kirchdorf: Zwei Drittel der Bezirksfläche nehmen die nördlichen Kalkalpen ein, das Alpenvorland und das bewaldete Berg- und Hügelland der Flyschzone das restliche Drittel. Der Große Priel in Hinterstoder mit einer Seehöhe von 2.515 Metern stellt den höchsten Gipfel dar, der sich zur Gänze auf oberösterreichischem Landesgebiet befindet. Der tiefste Punkt befindet sich in der Achleiten bei Kremsmünster.

## Geschichte
1868 wurde die Bezirkshauptmannschaft Kirchdorf eingerichtet. Im Jahr 1938 folgten Gebietsveränderungen, die Gerichtsbezirke Grünburg und Kremsmünster wurden zwischen den BHs Kirchdorf und Steyr-Land neu aufgeteilt.
Der Neubau der Bezirkshauptmannschaft in Kirchdorf an der Krems (Garnisonsstraße 3), wurde ab 2015 errichtet und im Mai 2018 eröffnet. Das alte Gebäude in der Garnisonsstraße 1 wurde für den Neubau der Raiffeisenbank Region Kirchdorf abgerissen.

## Angehörige Gemeinden

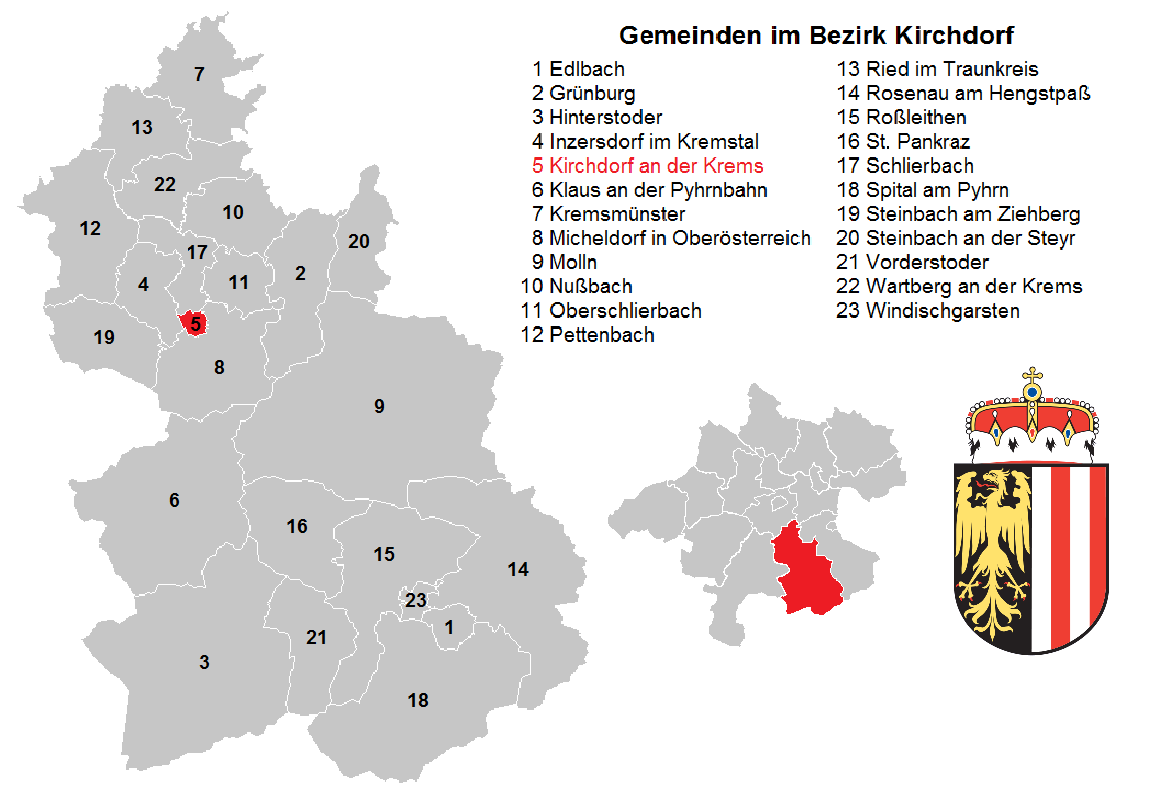
Gemeinden des Bezirks Kirchdorf

Der Bezirk Kirchdorf hat eine Fläche von 1.240,01 km² und umfasst 23 Gemeinden, darunter eine Stadt und sechs Marktgemeinden. Die Einwohnerzahlen stammen vom 1. Jänner 2024.
| Gemeinde                     | Lage | Ew    | km²    | Ew / km² | Gerichtsbezirk         | Region | Typ             | Foto | Metadaten         |
| ---------------------------- | ---- | ----- | ------ | -------- | ---------------------- | ------ | --------------- | ---- | ----------------- |
| Edlbach                      |      | 658   | 8,35   | 79       | Kirchdorf an der Krems |        | Gemeinde        | nein | Gem.Kennz.: 40901 |
| Grünburg                     |      | 3.840 | 43,24  | 89       | Kirchdorf an der Krems |        | Gemeinde        | ja   | Gem.Kennz.: 40902 |
| Hinterstoder                 |      | 866   | 149,71 | 5,8      | Kirchdorf an der Krems |        | Gemeinde        | ja   | Gem.Kennz.: 40903 |
| Inzersdorf im Kremstal       |      | 1.930 | 22,72  | 85       | Kirchdorf an der Krems |        | Gemeinde        | ja   | Gem.Kennz.: 40904 |
| Kirchdorf an der Krems       |      | 4.970 | 2,78   | 1789     | Kirchdorf an der Krems |        | Stadt- gemeinde | ja   | Gem.Kennz.: 40905 |
| Klaus an der Pyhrnbahn       |      | 1.126 | 108,03 | 10       | Kirchdorf an der Krems |        | Gemeinde        | ja   | Gem.Kennz.: 40906 |
| Kremsmünster                 |      | 7.060 | 42,12  | 168      | Kirchdorf an der Krems |        | Markt- gemeinde | ja   | Gem.Kennz.: 40907 |
| Micheldorf in Oberösterreich |      | 6.010 | 50,31  | 119      | Kirchdorf an der Krems |        | Markt- gemeinde | ja   | Gem.Kennz.: 40908 |
| Molln                        |      | 3.640 | 191,43 | 19       | Kirchdorf an der Krems |        | Markt- gemeinde | ja   | Gem.Kennz.: 40909 |
| Nußbach                      |      | 2.305 | 30,36  | 76       | Kirchdorf an der Krems |        | Gemeinde        | ja   | Gem.Kennz.: 40910 |
| Oberschlierbach              |      | 474   | 18,27  | 26       | Kirchdorf an der Krems |        | Gemeinde        | ja   | Gem.Kennz.: 40911 |
| Pettenbach                   |      | 5.383 | 54,68  | 98       | Kirchdorf an der Krems |        | Markt- gemeinde | ja   | Gem.Kennz.: 40912 |
| Ried im Traunkreis           |      | 2.927 | 31,14  | 94       | Kirchdorf an der Krems |        | Gemeinde        | ja   | Gem.Kennz.: 40913 |
| Rosenau am Hengstpaß         |      | 644   | 108,28 | 5,9      | Kirchdorf an der Krems |        | Gemeinde        | nein | Gem.Kennz.: 40914 |
| Roßleithen                   |      | 1.829 | 67,49  | 27       | Kirchdorf an der Krems |        | Gemeinde        | nein | Gem.Kennz.: 40915 |
| St. Pankraz                  |      | 376   | 47,15  | 8        | Kirchdorf an der Krems |        | Gemeinde        | nein | Gem.Kennz.: 40916 |
| Schlierbach                  |      | 2.921 | 18,44  | 158      | Kirchdorf an der Krems |        | Gemeinde        | ja   | Gem.Kennz.: 40917 |
| Spital am Pyhrn              |      | 2.284 | 108,89 | 21       | Kirchdorf an der Krems |        | Gemeinde        | ja   | Gem.Kennz.: 40918 |
| Steinbach am Ziehberg        |      | 881   | 34,78  | 25       | Kirchdorf an der Krems |        | Gemeinde        | ja   | Gem.Kennz.: 40919 |
| Steinbach an der Steyr       |      | 1.966 | 28,23  | 70       | Kirchdorf an der Krems |        | Gemeinde        | ja   | Gem.Kennz.: 40920 |
| Vorderstoder                 |      | 841   | 37,12  | 23       | Kirchdorf an der Krems |        | Gemeinde        | ja   | Gem.Kennz.: 40921 |
| Wartberg an der Krems        |      | 2.950 | 31,57  | 93       | Kirchdorf an der Krems |        | Markt- gemeinde | ja   | Gem.Kennz.: 40922 |
| Windischgarsten              |      | 2.373 | 4,91   | 483      | Kirchdorf an der Krems |        | Markt- gemeinde | ja   | Gem.Kennz.: 40923 |

## Mittelpunkt
Der Flächenschwerpunkt des Bezirkes Kirchdorf liegt in der Katastralgemeinde Ramsau, Gemeinde Molln (⊙).